# Шахматная доска
Ша́хматная доска́ — игровое поле, часть инвентаря для игры в шахматы. Существует классический вариант шахматной доски, предназначенный для игры в традиционные шахматы, а также множество вариантов, предназначенных для игры во многочисленные варианты шахмат.

## Описание
Чаще всего под шахматной доской подразумевается доска, предназначенная для игры в традиционные шахматы. В различных вариантах неклассических шахмат количество клеток на доске может варьировать, из более радикальных отступлений — возможно изменение формы клеток; неизменными чертами остаются двуцветность и способ нумерования клеток — по горизонтали и вертикали одновременно.
В традиционном настольном (не компьютерном и не портативном) форм-факторе шахматная доска чаще всего деревянная, но может быть пластиковой или картонной. Чаще всего она представляет собой коробку, складывающуюся пополам.
Традиционная шахматная доска, описанная в правилах ФИДЕ, представляет собой поле 8 × 8 (всего 64) чередующихся по вертикали и горизонтали тёмных и светлых полей (клеток); поле, обозначаемое как a1, — чёрное. Такая доска может использоваться не только для игры в шахматы, но и в шашки, поскольку наиболее распространённый вид шашечной доски выглядит точно так же.

## Именование клеток
|   | a | b | c | d | e | f | g | h |   |
| - | - | - | - | - | - | - | - | - | - |
| 8 |   |   |   |   |   |   |   |   | 8 |
| 7 | 7 |   |   |   |   |   |   |   |   |
| 6 | 6 |   |   |   |   |   |   |   |   |
| 5 | 5 |   |   |   |   |   |   |   |   |
| 4 | 4 |   |   |   |   |   |   |   |   |
| 3 | 3 |   |   |   |   |   |   |   |   |
| 2 | 2 |   |   |   |   |   |   |   |   |
| 1 | 1 |   |   |   |   |   |   |   |   |
|   | a | b | c | d | e | f | g | h |   |

Для удобства выражения и записи ходов в шахматной нотации клетки доски обычно нумеруются. На традиционной доске для горизонтальной нумерации используются буквы латинского алфавита от A до H, расставляемые слева направо, а для вертикальной цифры от 1 до 8, расставляемые снизу вверх. Ряды символов нумерации клеток наносятся по периметру доски, как показано на рисунке.

## Демонстрационная доска
Шахматная доска увеличенного размера, которая используется для демонстрации партий на соревнованиях, при обучении шахматам и чтении лекций.
Демонстрационные доски могут быть:
- из древесины (фанеры), фигуры устанавливаются с помощью специальных реек с пазами или крепятся посредством колечек (отверстий) и шпилек;
- магнитные (из жести), фигуры крепятся с помощью приклеенных к ним магнитов;
- проекционного типа (из прозрачного материала), фигуры проецируются на них с помощью специальных устройств;
- электронные, позволяющие воспроизводить ход партии на экране телевизора.

## Геометрия шахматной доски
На шахматной доске расстояние между двумя полями измеряется числом ходов, нужных той или иной фигуре для перехода с одного поля на другое. Такое расстояние зависит от характера движения и дальнобойности фигуры.
Например, для короля путь с а2 на а8 по вертикали и по ломаной а2 — b3 — c4 — d5 — c6 — b7 — a8 оказываются равными. Для белой пешки расстояния от а2 до а3 и от а2 и до а4 тоже равны.
На особенностях геометрии шахматной доски основываются расчёты в практических партиях, в частности в пешечных эндшпилях (например, правило квадрата), и составляются этюды (например, этюд Рети).